# Экономика: вводный анализ
Экономика: вводный анализ (англ. Economics: An Introductory Analysis, 1948) — книга американского экономиста Пола Самуэльсона. Начиная с 1985 г. Самуэльсон публикует книгу вместе с соавтором — Уильямом Нордхаусом.
Первое в истории учебное пособие, соединившее достижения неоклассической микроэкономики и кейнсианской макроэкономики, то есть воплощающее т. н. «неоклассический синтез».
Книга включает 6 частей (41 глава):
1. Основные экономические категории и национальный доход (11 глав);
2. Определение уровня национального дохода и его колебаний (8 глав);
3. Национальный продукт; его составные части и ценообразование (6 глав);
4. Распределение доходов: установление цен на факторы производства (5 глав);
5. Международная торговля и финансы (4 главы);
6. Современные экономические проблемы (7 глав).

Расположение материала нетрадиционно для современных учебных пособий: вначале расположены главы, посвященные макроэкономическим проблемам; за ними следует материал микроэкономического характера. Особый интерес представляет глава 40: «Ветер перемен: эволюция экономических доктрин», представляющая собой краткую историю экономических учений в изложении Нобелевского лауреата 1970 г.

## Переиздания и переводы
Книга неоднократно переиздавалась на английском языке (1951; 1955; 1958; 1961; 1964; 1967; 1970; 1973; 1976; 1980; 1985; 1989; 1992; 1995). Всего продано более 4 миллионов экземпляров книги; она переведена на 41 язык.
Первое издание на русском языке: М.: Экономика, 1964.
Одно из последних переизданий (в соавторстве с У. Нордхаусом), дважды выходило в русском переводе:
- М.: БИНОМ, 1997;
- Пол Самуэльсон, Вильям Нордхаус. Экономика = Economics. — 18-е изд. — М.: «Вильямс», 2006. — С. 1360. — ISBN 5-8459-1123-0.

В КНР перевод книги впервые был издан в 1976. Известный китайский экономист У Цзинлянь вспоминал:

…тогда мы, относительно молодые экономисты, активно принимавшие участие в реформах, очень увлекались чтением 10-го издания «Экономики» П. Самуэльсона и «догоняли» уроки современной экономической науки. На основе изучения современной экономической науки у нас постепенно сформировалось представление о рыночной экономике и принципах её функционирования, о принципах действия механизма цен и макроэкономическом управлении.